# 1984年冬季残疾人奥林匹克运动会澳大利亚代表团
1984年冬季残疾人奥林匹克运动会澳大利亚代表团是澳大利亚派出的1984年冬季残疾人奥林匹克运动会代表团。3名運動員代表出賽，最終未获得奖牌。